# Distretto di Ūiğyr
Il distretto di Ūiğyr (in kazako Ұйғыр ауданы?) è un distretto (audan) del Kazakistan con  capoluogo Čundža.